# Лапилли
Лапи́лли (итал. lapilla  от лат. lapillus — камешки) — многоформенные вулканические выбросы размером от 2 до 64 мм.

## Описание
К лапилли относятся выбросы по Блис (Blyth, 1940) — размерами 4—32 мм, по Шифердекер (Schieferdecker, 1959) — 2—50 мм. Каменные выбросы сформированы из свежей лавы, реже — из старых лав и сторонних вулкану пород при их выбрасывании при извержении и застывании на воздухе. При извержении вулкана они вылетают из кратера со скоростью 500—600 м/c. Более мелкие куски лавы (менее 1 мм) образуют вулканический пепел, крупнее 64 мм — вулканические бомбы.
Лапилли также могут быть представлены кристаллами, например на Толбачинской сопке — крупными таблитчатыми кристаллами лабрадора, на Везувии — лейцитом и авгитом, на Эребусе — анортоклазом, на Миякосима — анортитом. Туфы лапиллей в древних породах сформированы накоплением и сваркой полулитых лапиллей и известны как сварные туфы.
Скопления больших масс лапиллей на пологих склонах вулканов придает им сглаженный бархатистый вид. Учёный Вольф (Wolf, 1914) выделяет из лапилли камни, состоящие из шлака (Schlaekenlapilli) и вулканического стекла (Glaslapilli).